# ハンス・アダルベルト・フォン・シュレットウ
ハンス・アダルベルト・フォン・シュレットウ（ドイツ語: Hans Adalbert Schlettow, 1888年6月11日 - 1945年4月30日）はドイツの俳優。

## 出演作品
- アスファルト
- ヴォルガ
- テレーズ・ラカン
- ニーベルンゲン/クリームヒルトの復讐
- ニーベルンゲン/ジークフリート